# 新開橋

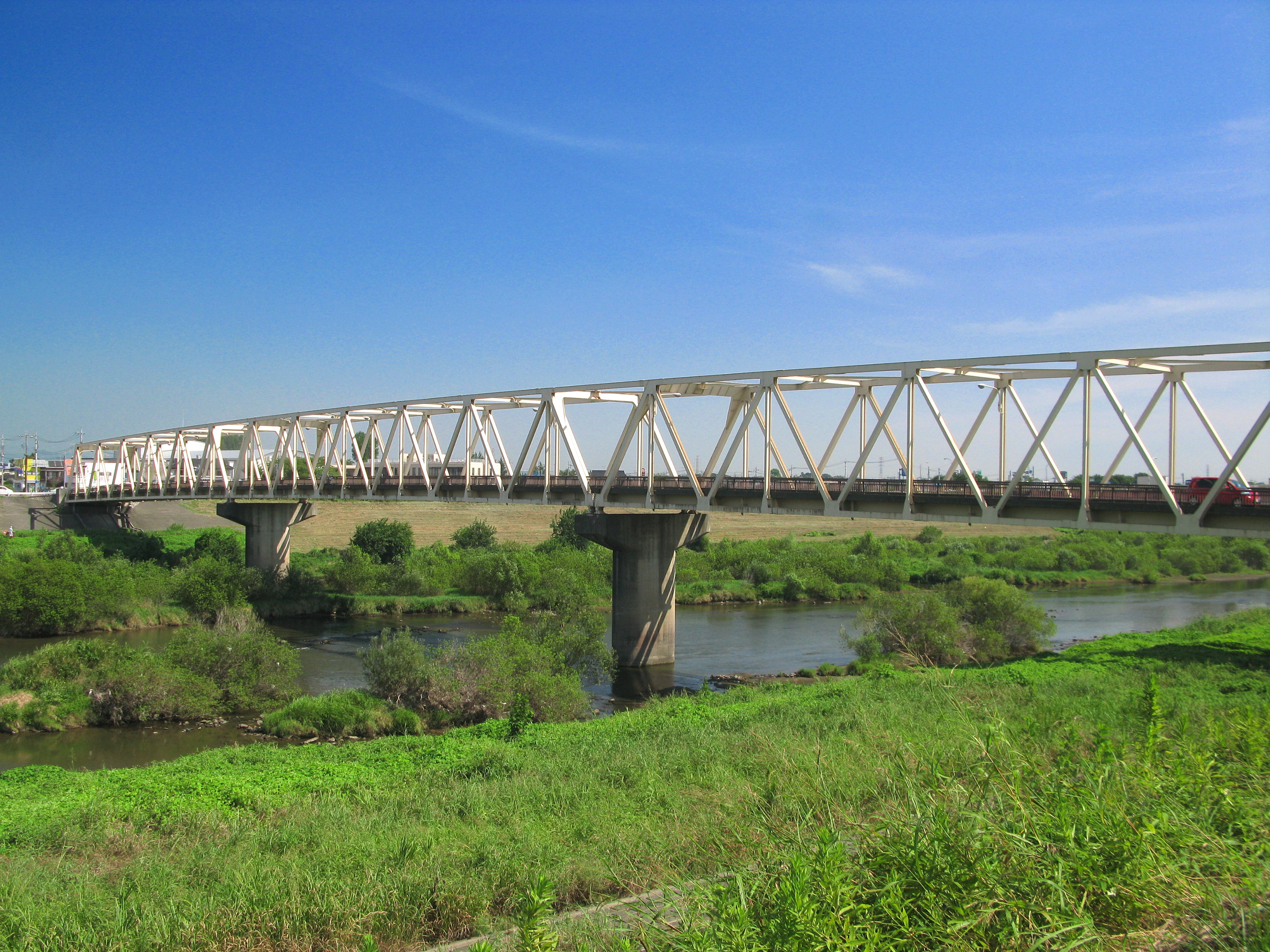
新開橋（ 2012年9月）

新開橋（しんかいばし）は、栃木県栃木市藤岡町藤岡の渡良瀬川に架かる、栃木県道・群馬県道・埼玉県道・茨城県道9号佐野古河線の橋である。

## 概要
橋長226.1m、幅員6.4mの下路平行弦3連ワーレントラス橋である。歩道は下流側に設けられている。200m上流に東武日光線渡良瀬川橋梁が、200m下流に栃木県道11号栃木藤岡線の橋である藤岡大橋が架かる。
新開橋から上流は約10kmもの区間、渡良瀬大橋まで一般道の橋は架けられていない。

## 歴史
この付近の渡良瀬川はかつては県境に沿って南に蛇行して流れていたが、1921年（大正10年）に渡良瀬遊水地の工事に伴う河川改修による流路変更によって設けられた橋である。
- 1918年（大正7年） 11月10日開通[2]
- 1939年（昭和14年） RCカンチレバー桁橋に架け替え[3]。
- 1976年（昭和51年） 9月、現在の橋に架け替え。

## 風景

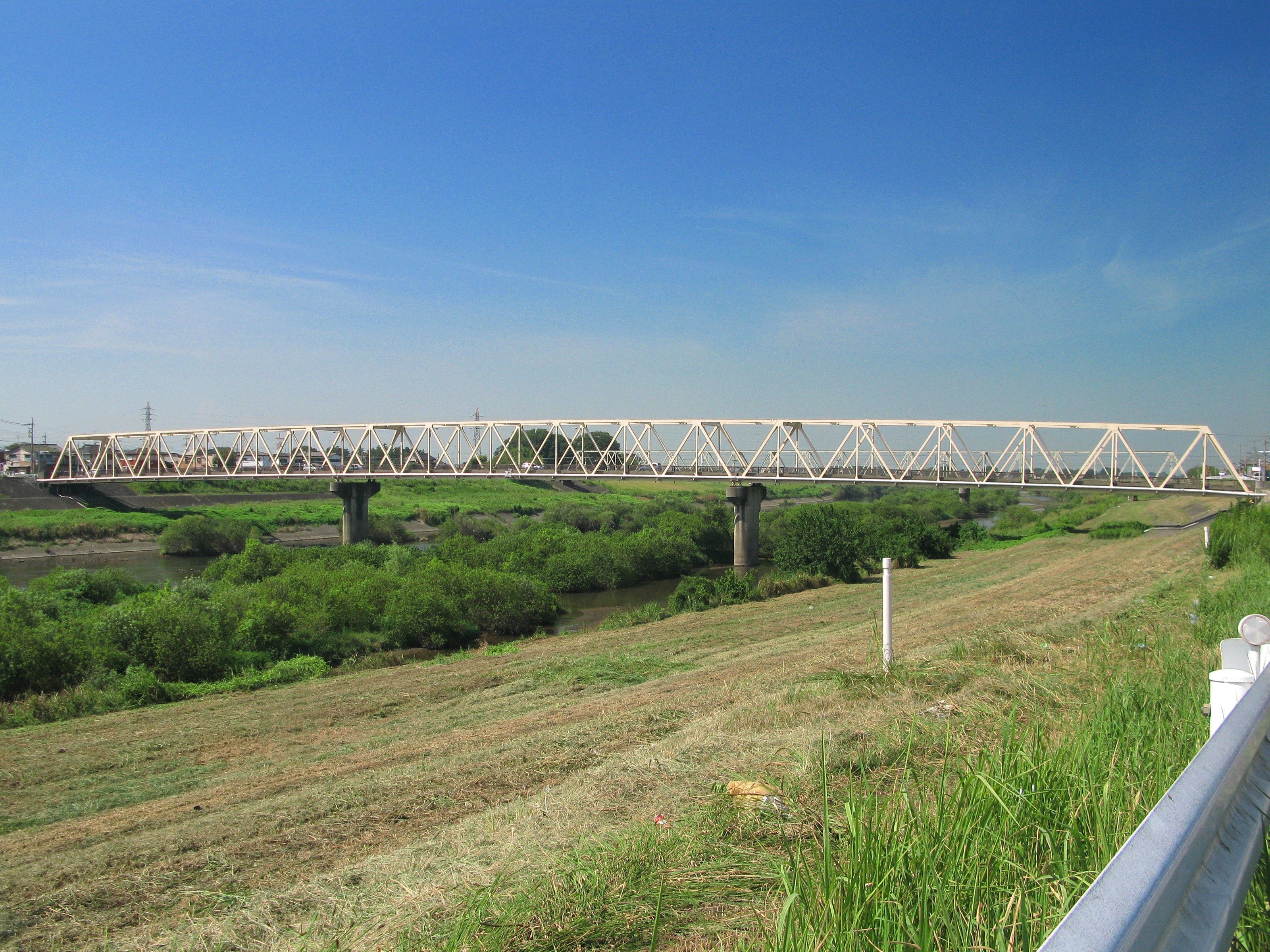
左岸下流側から
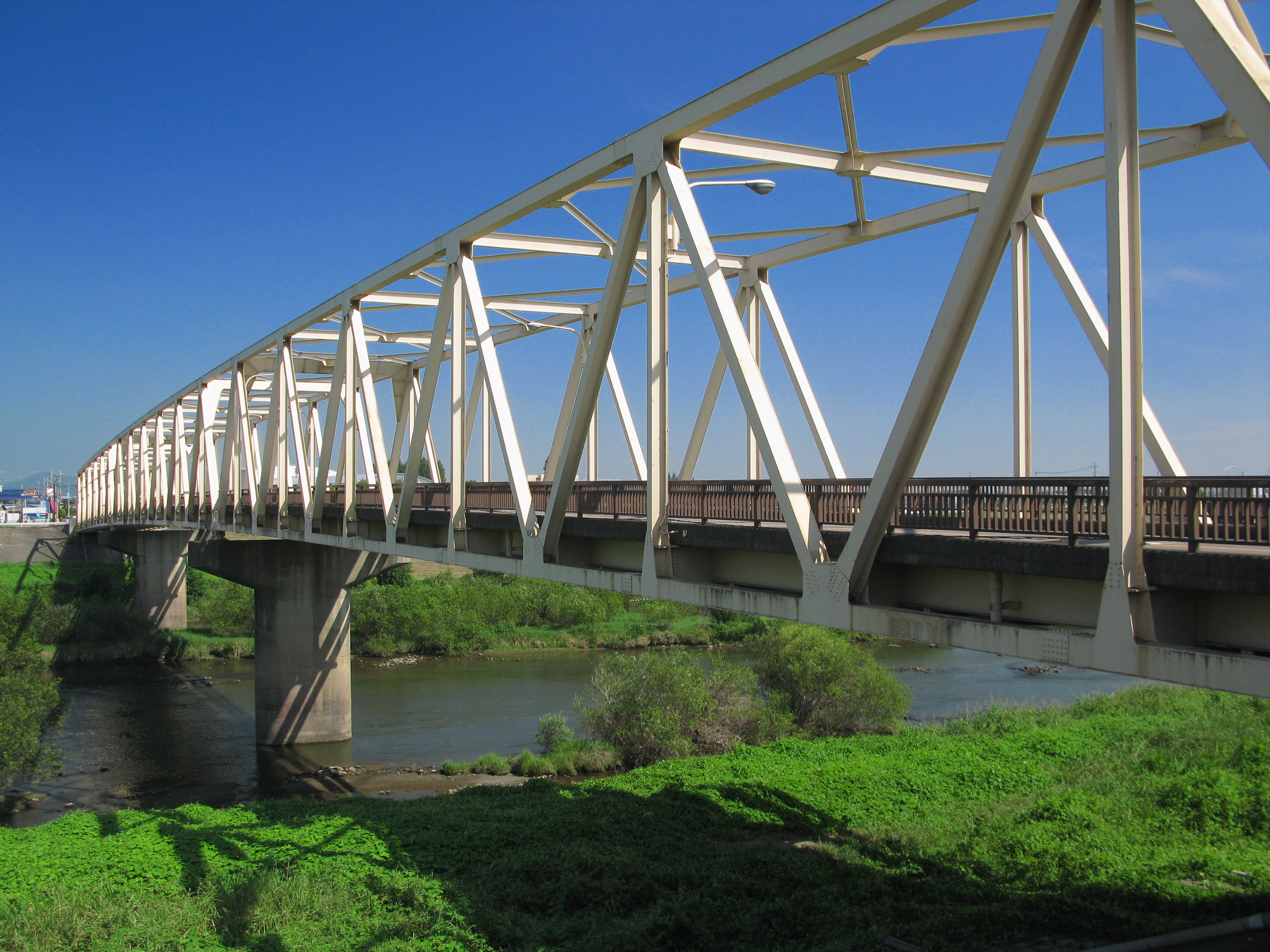
右岸上流側から
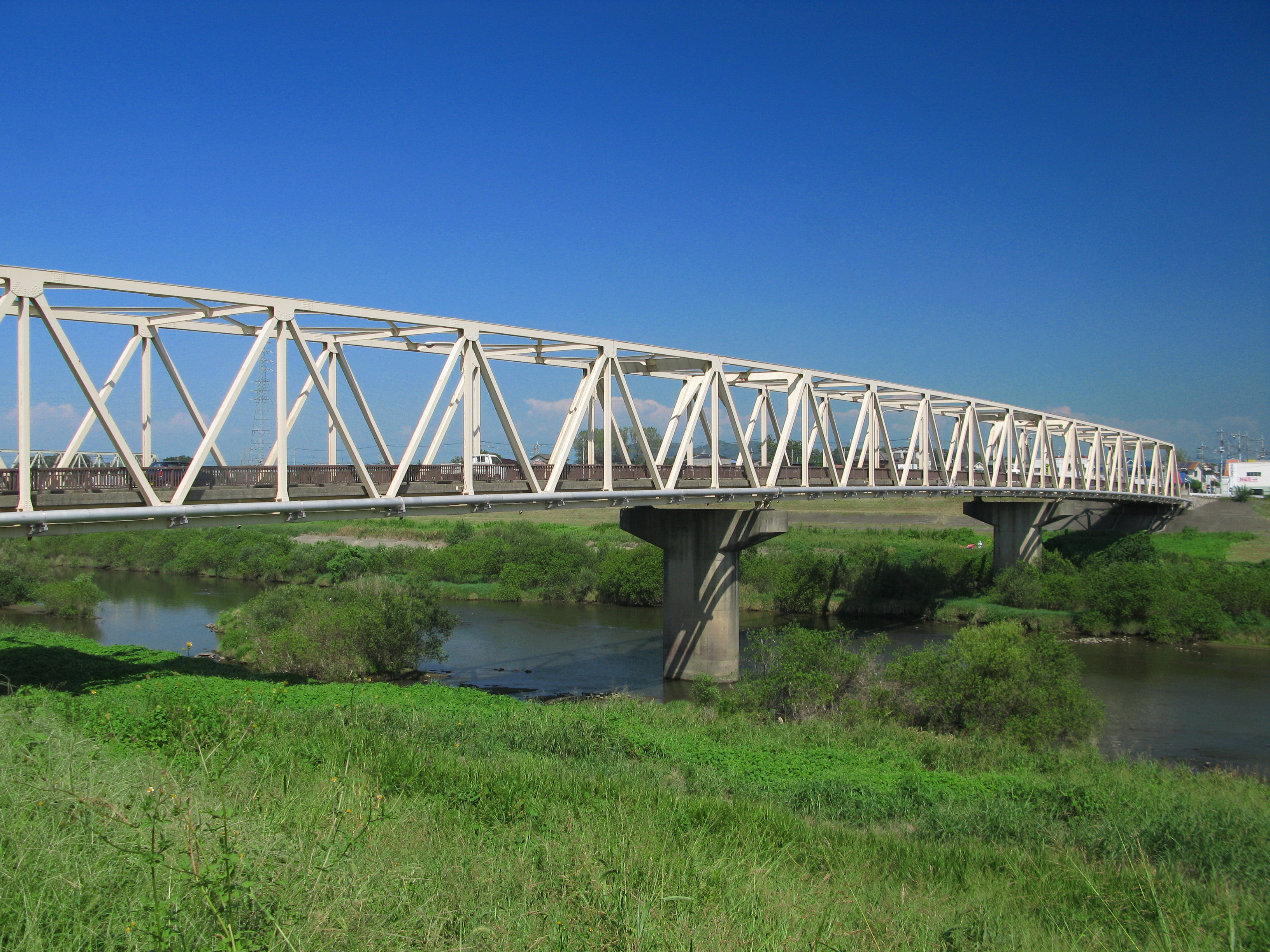
右岸下流側から

## 隣の橋
- 渡良瀬川

渡良瀬川橋 - 渡良瀬川橋梁 - 新開橋 - 藤岡大橋 - 西赤麻橋